# ساري قميش (سفالغران)
ساري قمیش (بالفارسية: ساری‌قمیش) هي قرية تقع في إيران في قسم سفالغران الريفي. يقدر عدد سكانها بـ 166 نسمة .